# Schloss Sinning

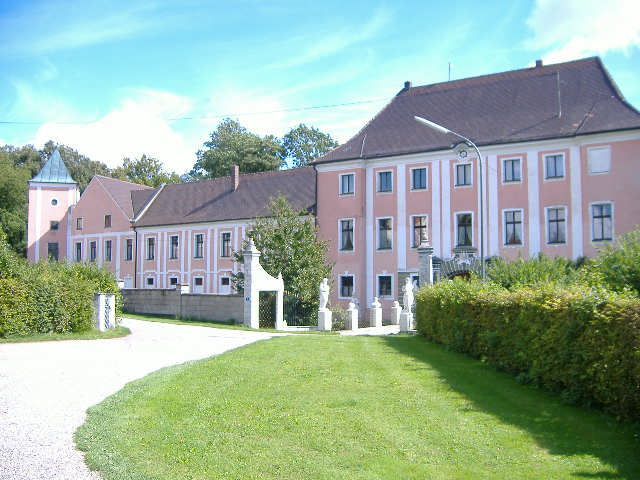
Ansicht des Schlosses

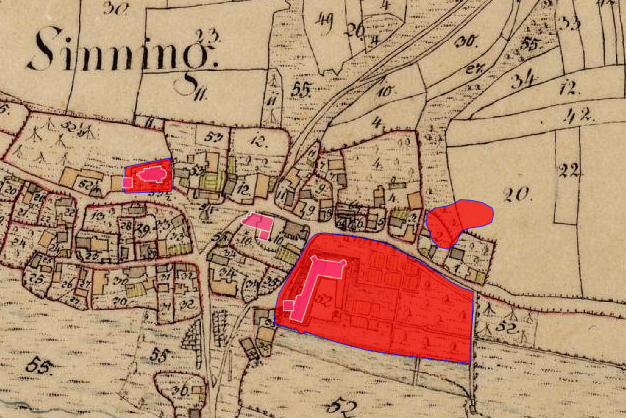
Lageplan von Schloss Sinning auf dem Urkataster von Bayern

Das Schloss Sinning ist ein Barockschloss im Gemeindeteil Sinning der Gemeinde Oberhausen, rund zehn Kilometer südwestlich von Neuburg an der Donau gelegen. Die Anlage ist unter der Aktennummer D-1-85-150-10 als Baudenkmal verzeichnet. „Mittelalterliche und frühneuzeitliche Befunde im Bereich des Schlosses von Sinning“ werden zudem als Bodendenkmal unter der Aktennummer D-1-7332-0095 geführt.

## Geschichte und Nutzung

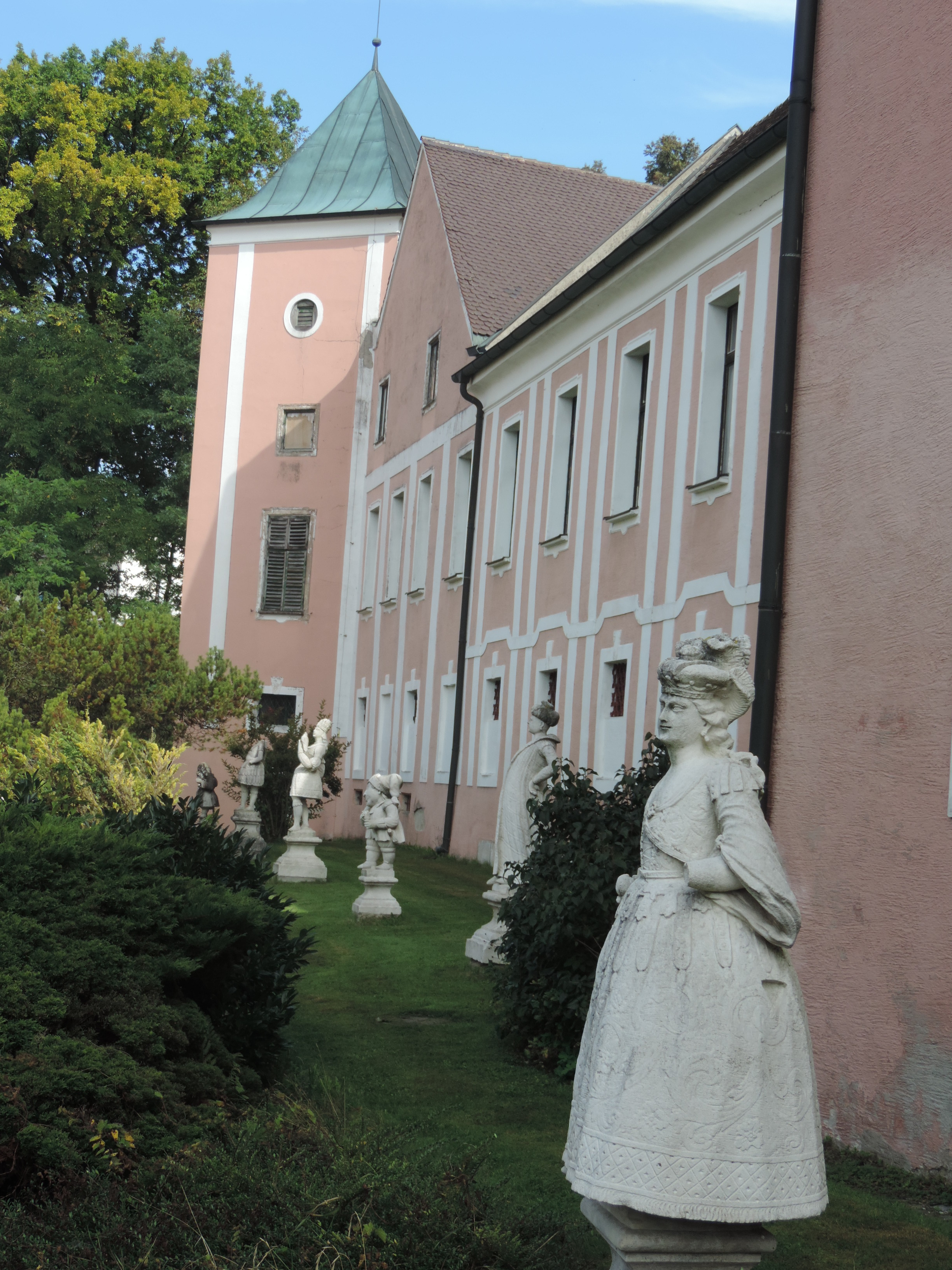
Kunsthistorisch wertvolle Steinplastiken im Schlossvorgarten

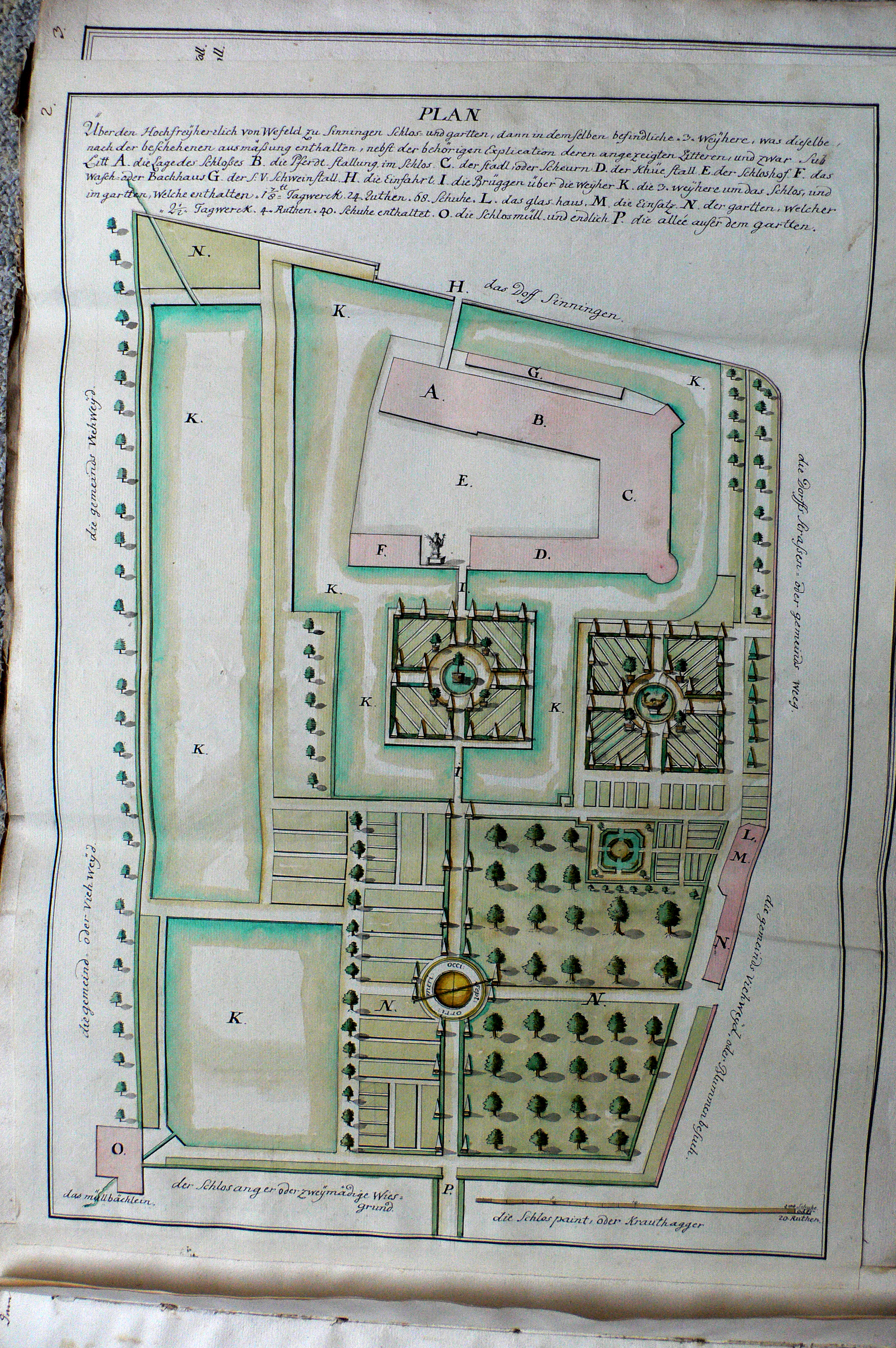
Plan des Schlosses mit Barockgarten. Matthias Schöpfer, 1769.

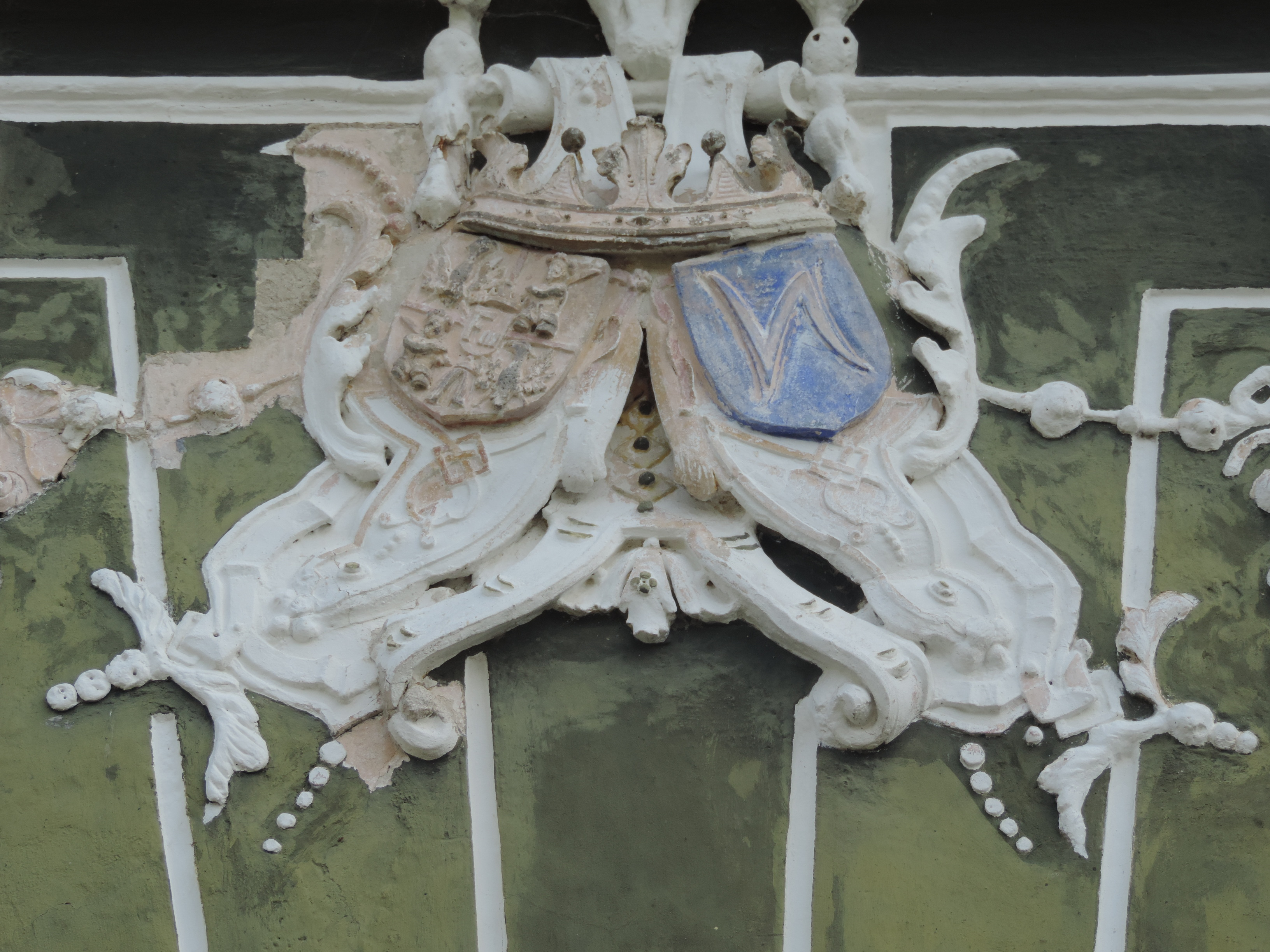
Allianzwappen über dem Schlossportal

Das dreigeschossige Schloss wurde um 1660 am Rande eines Ausläufers des Donaumosses, wo wahrscheinlich noch die Ruinen einer alten Wasserburg standen, von Franz Freiherr von Giese im Renaissancestil erbaut. Als die von Giese im Mannesmann ausgestorben waren, übernahm 1721 Freiherr Wilhelm Adam von Weveld für 9.750 Gulden das Schloss, das er 1727 im Norden und Osten um eine zweigeschossige barocke Flügelanlage im französischen Stil erweiterte. 1830 richtete Johann Baptist Freiherr von Weveld, seit 1807 Verwalter des Zwangsarbeiterhauses in München-Au, auf den Gütern um das Schloss eine Ziegelei, eine Gärtnerei sowie ein Bräuhaus ein und wandelte damit die Anlage in einen industriellen Landwirtschaftsbetrieb um. Dadurch wurde der Freiherr, der auch junge Landwirte ausbildete, zum größten Arbeitgeber im gesamten Umkreis. Im Zuge des Schwarzen Freitags 1929 geriet die Familie von Weveld in finanzielle Schwierigkeiten. Durch das nationalsozialistische Regime wurde Heribert Freiherr von Weveld zur Zwangsentschuldung durch Verkauf des sogenannten Weveldhauses in Neuburg an der Donau getrieben.
Das Schloss ist noch heute in Familienbesitz von Julius, Nicolai Drossbach, Enkel der Gertrud Amalie Freifrau von Weveld und Hubert Maximilian Drossbach. Man bietet neben Konzerten und anderen Veranstaltungen auch Schlossführungen an und nutzt die große Parkanlage für Mittelaltermärkte.

## Baubeschreibung
Das Schloss verfügt über einen Rittersaal mit Stuckarbeiten im Régencestil. Bei seiner Errichtung wurde zudem ein aufwendiger Barockgarten angelegt. Über dem Schlossportal befindet sich das aufwändig barockisierte Allianzwappen derer von Weveld und Biedenfeld.